# Obercunnersdorf
Obercunnersdorf és un antic municipi del districte de Görlitz, a l'estat de Saxònia, Alemanya. Amb efectes de l'1 de gener de 2013, es va fusionar amb Eibau i Niedercunnersdorf, formant el nou municipi de Kottmar. Es troba a uns set quilòmetres al sud de Löbau.